# Vaardigheidsmedaille van de Nederlandse Sport Federatie
Vaardigheidsmedaille van de Nederlandse Sport Federatie, oder kurz Vaardigheidsmedaille, ist ein niederländisches Sportabzeichen, das seit 1959 vergeben wird. Die Tradition reicht bis in das Jahr 1914 zurück. Die für den Erwerb zu erbringenden Leistungen sind nach Altersstufen und Geschlecht gestaffelt.

## Geschichte
Seit dem Jahr 1914 wurde in den Niederlanden eine Medaille für sportliche Leistungen verliehen: Medaille voor vaardigheidsproeven van het Nederlands Olympisch Comité. Im Jahr 1959 wurde diese durch die Vaardigheidsmedaille van de Nederlandse Sport Federatie ersetzt. Die Auszeichnung wird derzeit vom NOC*NSF, dem Zusammenschluss des Nationalen Olympischen Komitees und dem nationalen Sportbund der Niederlande, vergeben – so wie auch das Nationale Vijfkampkruis van de Nederlandse Sport Federatie für Leistungen im Militärischen Fünfkampf und im  Modernen Fünfkampf.

## Disziplinen
| Gruppe | Anforderung                            | Disziplinen                                                                  |
| ------ | -------------------------------------- | ---------------------------------------------------------------------------- |
| 1      | Lopen (= Laufen)                       | 100 m, 400 m, 1500 m oder 10 km Laufen                                       |
| 2      | Zwemmen (= Schwimmen)                  | 400 m Schwimmen (200 m Freistil, 100 Rückenschwimmen und 100 Brustschwimmen) |
| 3      | Springen                               | Hochsprung, Weitsprung                                                       |
| 4      | Werpen (= Wurfsportarten)              | Kugelstoßen, Diskus, Speerwurf                                               |
| 5      | Zelfverdediging (= Selbstverteidigung) | u. a. Boxen, Judo, Taekwondo, Karate                                         |

## Gestaltung und Ausführungen
Das Abzeichen besteht aus einem runden Medaille mit dem Löwen aus dem Wappen der Niederlande in der Mitte mit der umlaufenden Inschrift VOOR ALZIJDIGE VAARDIGHEID. Die Medaille hängt an einem blauen Band. Die Vaardigheidsmedaille wird in mehreren Stufen verliehen:
- 1. Erwerb – Bronze
- 3. Erwerb – Silber
- 5. Erwerb – Gold
- weitere Wiederholungen – verschiedenfarbige  Lorbeerkränze oder (römische bzw. arabische) Zahlen auf dem Band